# Darker than Black: Gemini of the Meteor
«Darker than Black: Ryuusei no Gemini» (яп. DARKER THAN BLACK -流星の双子（ジェミニ）- Да:ка: Дзан Буракку - Рю:сэй но дзэмини-) — аниме-сериал, поставленный режиссёром Окамура Тэнсаем и студией Bones. Продолжение сериала Darker than Black. Премьера сериала состоялась в октябре 2009 года. Одноимённая манга начала издаваться почти год спустя в журнале Young Gangan.

## Сюжет
Действие второго сезона начинается во Владивостоке, в России. В центре действия нового сезона 13-летняя Суо Павличенко — дочь русского учёного Михаила Павличенко и японской женщины. Её брат-близнец Сион — могущественный контрактор, одновременно и объект изучения, и серый кардинал лаборатории их отца. Исследования учёного зашли достаточно далеко, отчего он становится объектом интереса ФСБ, и их зарубежных коллег. В доверие к профессору под видом сотрудника лаборатории втирается агент MI6 Апрель. Но когда она уже максимально приближается к исследованиям профессора, дом штурмует ФСБ, Апрель приходится бежать, предварительно Суо переоделась в одежду Сиона.
Вскоре Суо встречает Хэя, который принимает её за её брата Сиона и похищает.

## Основные персонажи
Хэй (яп. 黒 Куро, досл. «Чёрный») — контрактор, один из главных героев, появившийся ещё в первой части экранизации (Darker than Black). Практически в самом начале сериала с помощью устройства профессора Шредера его лишают способностей контрактора, а именно, управления электричеством. После событий, предшествующих второму сезону и показанных в OVA-сериях, Хэй начал понемногу спиваться и всё менее владеть собой. Встать на ноги ему помогает ответственность за Суо и Июля, возложенная на него судьбой.
Сэйю: Хидэнобу Киути
Инь (яп. 銀 Гин, досл. «Серебряная») — она же Идзанами. Во втором сезоне практически не появляется, по причине того, что она упакована в анабиозную камеру.
Сэйю: Мисато Фукуэн
Суо Павличенко (яп. 蘇芳・パブリチェンコ Суо: Пабуритэнко) — старшая сестра-близнец Сиона. Главная героиня 2 сезона. Суо добра и наивна, в отличие от Хэя ей не безразлична судьба других. Так, она спасала Июля в середине сезона несмотря на возражения Хэя. На протяжении всего сезона её цель — попасть в Токио, чтобы увидеть своего брата. Она — контрактор. Её способность — вызывать советское противотанковое ружьё ПТРД калибра 14,5 мм. Само оружие хранится во фрагменте метеорита, похожем на кулон. Когда Суо его вызывает, в ружье обязательно находится 1 патрон и ещё 5 в запасе. С каждым разом патроны обновляются, но если ПТРД сломается, чинить его придется самостоятельно. Обычно находится под присмотром Мао. С начала сезона она постоянно тренируется под руководством Хэя. Причем эти тренировки имеют частицы жестокости, и это неудивительно, поскольку он обучает её как контрактора, невзирая на то, что Суо ещё ребёнок. На самом деле Суо копия настоящей Суо Павлюченко и является экспериментом. Как рассказывает её мама, Суо погибла при взрыве, а её тело было кремировано. Сион использовал свои способности и создал копию. С помощью M.E. её отец Михаил вживил в копию воспоминания настоящей Суо. Но Михаил утверждает, что Суо даже так является его настоящей дочерью. Ближе к концу, когда Мао говорит Суо про женственность и прочее, она отвечает ему, что она уже не девочка и краснеет.
Сэйю: Кана Ханадзава
Сион Павличенко (яп. 紫苑・パブリチェンコ Сион Пабуритэнко) — контрактор. Младший брат-близнец Суо. Считается, что Сион стал контрактором во время падения ядра метеорита, вследствие чего лишился глаза. На самом деле он контрактор с рождения. Способности — создаёт копии с обязательным отличием от оригинала. Во время падения ядра скопировал себя, вследствие чего получилась Суо.
Сэйю: Хоко Кувасима
Мао (яп. 猫 Нэко, кот) — контрактор, обладающий способностью вселяться в животных. Настоящее имя — Рикардо (становится известно в конце второго сезона). Когда-то, находясь в теле животного потерял своё человеческое тело, и в связи с этим отсутствует плата. Обычно использовал тело кошки. Чтобы компенсировать умственные способности кошки подключён беспроводным интерфейсом к внешнему серверу, где сохраняет резервные копии сознания и воспоминаний. В конце первого сезона погибает. Но, скопировав последние сохранённые на сервере воспоминания, возвращается к жизни. Использует тело белки-летяги по имени Петя, принадлежащей Суо.
Сэйю: Икуя Саваки

## Второстепенные персонажи
Ёко Савасаки (яп. 沢崎 耀子 Савасаки Ё:ко) — сотрудник Третьего Отдела. Человек. Была убита Гэммой, после того как он предал Третий отдел и перешел в ЦРУ.
Сэйю: Кодзуэ Ёсидзуми
Мина Хадзуки (яп. 葉月 水無 Хадзуки Мина) — контрактор. Способность — Превращать любые предметы в сверхострые лезвия. Имеет лесбийские наклонности. Плата — поцеловать кого-либо.
Сэйю: Мицуки Сайга
Гэмма Сидзумэ (яп. 鎮目 弦馬 Сидзумэ Гэмма) — контрактор. Способность — создавать себе броню из окружающих его предметов, которые обволакивают его тело.
Сэйю: Кэнта Миякэ
Таня Акрова — контрактор, в прошлом лучшая подруга Суо. Способности — вызывает насекомых (тараканов). Плата — рвёт волосы. Цель Тани — поймать Суо, для чего она делает все, что в её силах. Не обращает внимания на близость с Суо. Была завербована ФСБ в первой серии. До этого была обычным человеком. Была убита Сионом.
Норио — также известен как Нори. Его отец трансвестит, а мать контрактор, бросившая сына ещё в младенчестве. Он любит Суо и считает, что в будущем она станет его женой.
Август 7 — контрактор. Прозвище — Фокусник или Маг (August 7, the Magician). Способность — искривляет пространство вокруг себя, называя это магией. Плата — рассказывать секреты цирковых фокусов.
Ник Лобанов — человек, друг Суо и Тани. В последнюю был влюблен. Был убит Таней в 3 серии.
Мисаки Кирихара — лейтенант четвёртого отдела МИДа по обеспечению общественной безопасности. Дочь Наоясу Кирихары — главы безопасности государственной полиции. Испытывает чувства к Ли, в конце 1 сезона когда Хэй выполняет миссию называет его по имени, тем самым раскрывая кто он есть. Ищет его на протяжении всего 2 сезона. Переходит в таинственный Третий отдел для этой цели. Псевдоним во втором сезоне — Ichinose Yayoi = 一ノ瀬 弥生
Сэйю: Нана Мидзуки
Илья Соколов — контрактор. Способность — убивать, усыпляя жертву взглядом. Выглядит, как интеллигентный молодой человек из-за своей привычки вежливо говорить и улыбаться.  В прошлом серийный убийца. Был завербован российской разведкой после того, как стал контрактором. Обладает садистскими наклонностями. Плата — рисовать (как правило рисунки расчленённых людей). Агент СВР России в Японии. Был убит Хэем.

## Список серий
| 1 | The Black Cat Won't Dream of Stars... «Kuroneko wa Hoshi no Yume o Minai...» (黒猫は星の夢を見ない…)            | 8 октября 2009 года  |
| Девочка по имени Суо наблюдает за метеоритным дождём вместе со своим отцом и братом близнецом Сионом, но случается страшное, когда в них попадает метеорит. 2 года спустя Сион, который стал контрактором в результате того инцидента, прикован к инвалидному креслу в качестве платы за свои способности. Он заперт в доме на всякий случай, в то время как его отец, доктор Павлюченко, исследует своего сына и других контракторов, запрещая Суо говорить и видеться со своим братом. Дела идут неплохо до тех пор, пока лучшая подруга Суо, Таня, не становится контрактором. Таня нападает на своего бойфренда Ника, когда тот пытается не дать ей уйти. Хэй, так же известный как BK-201, появляется в России после того, как отряд ФСБ пытается захватить Сиона живым. Апрель также появляется в России с миссией спасти Сиона. | |                      |
| 2 | Fallen Meteor... «Ochita Ryūsei...» (堕ちた流星…)                                                               | 15 октября 2009 года |
| Хэй не успевает забрать фрагмент метеорита у Суо, так как Хадзуки атакует его, чтобы спасти Суо. Суо и Ника ищут убежище, спасаясь от агентов ФСБ из-за того, что стало известно о контракторских способностях Тани, а Суо по ошибке считают Сионом. Когда Хэй снова пытается схватить Суо и отобрать у неё фрагмент метеорита, он понимает, что «Сион» — это Суо, и это влияет на его решение спасти её, когда отряд ФСБ устраивает им засаду. Хэй сбегает вместе с Суо, в то время как Август 7 и Джемма по-отдельности атакуют отряд ФСБ, для того чтобы захватить Суо ради своих собственных целей. Хэй и Суо попадают в ловушку, после того как Хэй вроде бы убил Августа 7 электрическим разрядом. Немного позже показана Мисаки, которая смотрит в телескоп, направленный на звезду BK201. Звезда гаснет.                       | |                      |
| 3 | Vanishing into the Snow Field... «Hyōgen ni Kieru...» (氷原に消える…)                                           | 22 октября 2009 года |
| Ловушка, удерживающая Хэя, взрывается от энергии, излучаемой фрагментом метеорита. Суо в состоянии шока сталкивает Хэя в море и сама прыгает за ним. Хэй приходит в себя в хижине рядом с Суо. После напряжённой сцены Хэй решает покинуть Владивосток и взять её с собой. Они решают сбежать на поезде, а в это время Ника отвлекает Таню от её задания. Офицер из MIAC по имени Кобаяси допрашивает Мисаки о контракторах и Организации. Ей предлагают вступить в MIAC и преследовать BK201, который, по сведениям Кобаяси, все ещё жив. Хэй, Мао, Суо и Июль, который присоединился к ним, сбегают из России на корабле. | |                      |
| 4 | The Ark Rocks on the Lake... «Hakobune wa Kosui ni Tayutau...» (方舟は湖水に揺蕩う…)                            | 29 октября 2009 года |
| Хэй и остальные высаживаются в Саппоро, укрываясь в необитаемой части города, которая недавно была затоплена. Мисаки вступает в 3 отдел организации MIAC, где ей дают псевдоним Итиносэ Яёй. Надеясь узнать, что произошло с Хэем, она находит информатора, чтобы выяснить, что случилось в России. Хэй решает тренировать Суо, так как она получила силы контрактора во время предыдущей перестрелки с ФСБ во Владивостоке. Несмотря на свою ненависть к Хэю за то, что он изменил её жизнь, Суо решает остаться с ним вместе с Июлем. Тем временем Мисаки направляется к заброшенной Обсерватории, где она сталкивается с мадам Орелье, которая знает её настоящее имя наряду с псевдонимом. | |                      |
| 5 | Gunpowder Smoke Drifts Away, Life Drifts Away… «Shōen wa Nagare, Inochi wa Nagare…» (硝煙は流れ、命は流れ…)     | 5 ноября 2009 года   |
| На Хэя нападает группа MIAC агентов, возглавляемая Митиру, женой владельца местного ресторанчика, которая ушла от него 3 года назад, после того как стала контрактором для MIAC. Суо и Июль скрываются от агентов MIAC следуя инструкциям Хэя. MIAC даёт задание Мисаки возглавить 3 отдел и конвоировать объект с кодовым именем Идзанами. Хэй, следуя приказам своего заказчика, нанимает Суо как контрактора помочь ему организовать налёт на конвой 3 отдела и перехватить объект Идзанами. Операция кажется успешной, после того как грузовик отбит у конвоя. Митиру приходит к своей семье в Саппоро, пугая тем самым бывшего мужа и сына. Суо после миссии наблюдает за береговой линией в Саппоро и видит неизвестную подводную лодку, которая осторожно входит в территориальные воды Японии.                                 | |                      |
| 6 | The Smell is Sweet, the Heart is Bitter... «Kaori wa Amaku, Kokoro wa Nigaku...» (香りは甘く、心は苦く…)        | 12 ноября 2009 года  |
| Во время схватки Митиру и Суо появляется дух-наблюдатель Инь и убивает Митиру. | |                      |
| 7 | The Doll Sings to the Dancing Snow... «Kazabana ni ningyou wa utau...» (風花に人形は唄う…)                      | 19 ноября 2009 года  |
| 8 | On Summer Days, the Sun Flickers... «Natsu no Hi, Taiyō wa Yurete...» (夏の日、太陽はゆれて…)                   | 26 ноября 2009 года  |
| 9 | A Sudden Meeting On A Certain Day... «Deai wa Aru Hi Totsuzen ni...» (出会いはある日突然に…)                    | 3 декабря 2009 года  |
| 10 | Your Smile in the Street of Lies... «Itsuwari no Machikado ni Kimi no Hohoemi o...» (偽りの街角に君の微笑みを…) | 10 декабря 2009 года |
| 11 | The Water Bottom Dries, the Moon is Full... «Suitei wa Kawaki, Tsuki wa Michiru...» (水底は乾き、月は満ちる…)   | 17 декабря 2009 года |
| 12 | The Ark of Stars «Hoshi no Hakobune» (星の方舟)                                                                 | 24 декабря 2009 года |

## Саундтрек
Открывающая тема
«Tsukiakari no Michishirube» (ツキアカリのミチシルベ; Guidepost of the Moonlight)/ Исполняет Stereopony.
Закрывающая тема
«From Dusk Till Dawn». Исполняет Abingdon Boys School.